# Impasse Baudran
L'impasse Baudran est une voie située dans le quartier de la poterne des Peupliers vers Maison Blanche, dans le 13e arrondissement de Paris.

## Situation et accès

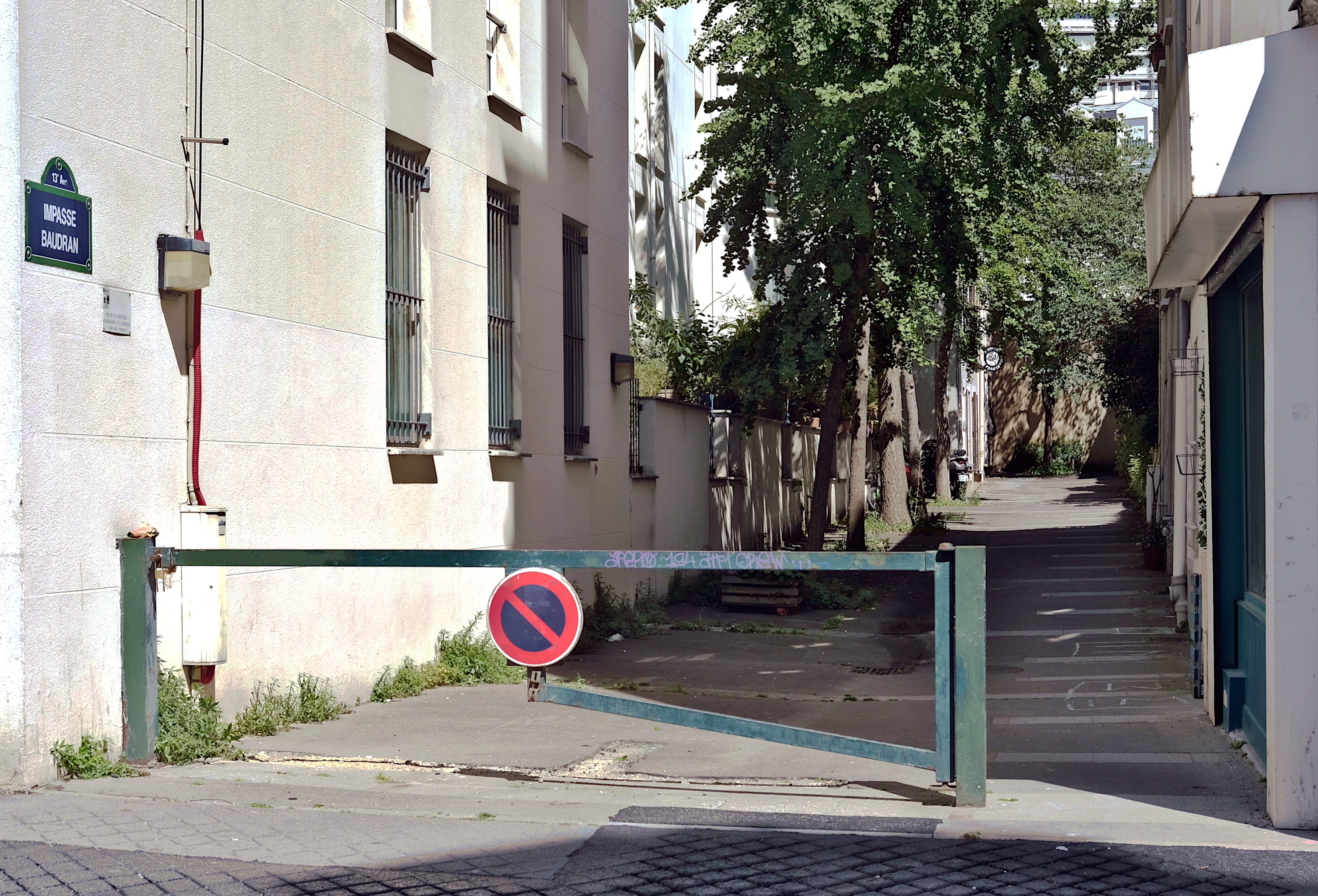
L'impasse Baudran vue depuis la rue Damesme (2024).

Elle débute au no 17 rue Damesme et se termine en impasse.
L'impasse Baudran est desservie à proximité par la ligne 7 aux stations Tolbiac et Maison Blanche et par la ligne de tramway T3a.

## Origine du nom
Elle doit son nom à celui d'un propriétaire local.

## Historique
Cette impasse au statut de voie privée a été ouverte à la circulation en 1959. 